# Sarasota Grand Prix 1980
Il Sarasota Grand Prix 1980  è stato un torneo di tennis giocato sulla terra rossa. È stata la 3ª edizione del Sarasota Grand Prix, che fa parte del Volvo Grand Prix 1980. Si è giocato a Sarasota negli Stati Uniti, dall'11 al 17 febbraio 1980.

## Campioni

### Singolare
Eddie Dibbs ha battuto in finale  Andrés Gómez con il punteggio di 6–1 6–3

### Doppio
Andrés Gómez /  Ricardo Ycaza hanno battuto in finale  David Carter /  Rick Fagel con il punteggio di 6–3, 6–4